# Porsche 924 Le Mans
De Porsche 924 Le Mans is een automodel geproduceerd door Porsche. 
Toen in 1980 de verkoopcijfers van de Porsche 924 flink daalden, besloot Porsche dat het tijd was voor een nieuw type. Zo werd de Porsche 924 Le Mans geboren onder de naam Project M425. Er werden 1030 stuks gebouwd.

## Specificaties
- vijfversnellingsbak van Audi
- 205/60HR 15 banden
- 6J x 15 gespaakte wielen (Turbo)
- 125 pk
- polyurytheen achterklepspoiler (Turbo)
- lederen pookhoes en vierspaaks stuurwiel

Porsche heeft tijdens de jaren 80 ook enkele modellen verkocht met een Le Mans kit, deze zijn echter niet dezelfde als de echte Le Mans-versies. Prijsindicatie van de Porsche 924 met Le Mans-kit (dus niet de Le Mans) was 11.000 euro.

## Lage snelheden
Door de combinatie van 205/60HR 15-banden en 6J x 15-velgen was de 924 Le Mans zeer moeilijk te besturen bij lage snelheden.

## Speciaal op dit model
- Striping in geel/zwart/wit/rood op een Alpine White-body of antraciet-body.
- Achterspoiler van een Porsche 924 Turbo
- Elektrisch uitneembaar schuifdak
- Leren stuurwiel (vierspaaks) van Ø 36 cm
- Schakelpook in leer
- Midden armsteun met kunstleer
- Af fabriek alarm op slot naast deur slot bestuurderszijde
- Elektrische bedienbare buitenspiegels link en rechts